# Zjednoczenie Narodowe (Francja)
Zjednoczenie Narodowe (fr. Rassemblement national, RN) – francuska nacjonalistyczna partia polityczna, działająca od 1972 do 2018 pod nazwą Front Narodowy (fr. Front national, FN).

## Tło
Ideologiczne korzenie partii można znaleźć zarówno w poujadyźmie, populistycznym ruchu założonym w 1953 roku przez Pierre’a Poujade’a, jak i w niezadowoleniu środowisk skrajnie prawicowych związanych z decyzją prezydenta Francji Charles’a de Gaulle’a o porzuceniu obietnicy utrzymania kolonii francuskiej Algierii.
Jednym z głównych przodków ideologii ogólnie promowanej przez partię była Akcja Francuska założona pod koniec XIX wieku, jak i Restauracja Narodowa (Restauration Nationale), obecnie działające ugrupowanie o charakterze promonarchijnym.

## Historia
Ugrupowanie powstało 5 października 1972 z inicjatywy Jean-Marie Le Pena, który kierował nim nieprzerwanie do 16 stycznia 2011, kiedy to został zastąpiony przez swoją córkę Marine Le Pen. Partia ta, określana jako nacjonalistyczna i ksenofobiczna, nie odnosiła przez dłuższy czas większych sukcesów w polityce krajowej. W 1986 wprowadziła jednak ponad 30 posłów do Zgromadzenia Narodowego – jeden z mandatów przypadł jego liderowi. Miejsce w parlamencie w kolejnych wyborach dwa lata później utraciła niemal cała reprezentacja Frontu Narodowego. Już w latach 80. zdobył on miejsce w Parlamencie Europejskim. Skrajne kontrowersje wywołał wówczas Jean-Marie Le Pen, który komory gazowe nazwał „detalem historii”, za co został później skazany na grzywnę.
W wyborach do PE w 2004 partia otrzymała 9,8% poparcia. W wyborach do Parlamentu Europejskiego w 2009 uzyskała 6,3% poparcia, co dało mandaty trzem europarlamentarzystom. W wyborach regionalnych w 2010 uzyskała poparcie umożliwiające wprowadzenie 118 przedstawicieli w radach regionów (9,2% głosów). W wyborach prezydenckich kandydaci tej partii zdobyli: w 2007 Jean-Marie Le Pen 10,44% głosów, w 2012 Marine Le Pen  17,90%. W wyborach parlamentarnych w 2012 stronnictwo zdobyło 13,6% głosów, dzięki czemu miało dwóch posłów. Partia wygrała wybory do PE w 2014 roku, otrzymując 24,86% głosów i zdobywając 23 mandaty.
W marcu 2018 przewodnicząca Marine Le Pen, na koniec zjazdu partii w Lille, zaproponowała zmianę nazwy. Umotywowała to tym, że nazwa „Front Narodowy”, którą partia nosi od czasu założenia w 1972, nawiązuje do jej „chwalebnej historii”, jednak „dla wielu Francuzów stanowi barierę psychologiczną”. 1 czerwca 2018 ogłosiła, że przemianowanie zostało zatwierdzone w wyniku wewnątrzpartyjnego głosowania.

## Poglądy i kontrowersje
W 2015 z ugropowania wykluczono jej założyciela Jeana-Marie Le Pena – powodem tego były jego kontrowersyjne wypowiedzi dotyczące marszałka Philippe’a Pétaina oraz zagłady Żydów.
Marine Le Pen powiedziała, że jej organizacja stanowi najlepszą zaporę przed antysemityzmem, walcząc z „radykalnym islamizmem”. Partia podtrzymuje bowiem tezę, że dziedzictwo kulturowe islamu nie przystaje do francuskiego społeczeństwa, sprzeciwiając się przy tym islamizacji oraz napływowi imigrantów do Francji. 
Oskarża emigrantów o bezrobocie wśród Francuzów i domaga się deportacji nielegalnych imigrantów oraz zaostrzenia kontroli granicznych. Sprzeciwia się też małżeństwom tej samej płci oraz adopcji dzieci przez pary homoseksualne.
Ugrupowanie mierzy się z oskarżeniami o współpracę z Jedną Rosją oraz powiązania finansowe z Federacją Rosyjską. Kwestie te były przedmiotem badań francuskiej komisji parlamentarnej ds. rosyjskich wpływów, która wykazała powiązania z Rosją między innymi w przypadku takich polityków jak Thierry Mariani czy Aymeric Chauprade, oraz zwróciła uwagę na wielokrotne usprawiedliwianie przez liderkę partii rosyjskiej aneksji Krymu.